# Mario Noris
Mario Noris (Bondo Petello, 2 dicembre 1958) è un ex ciclista su strada e mountain biker italiano.
Fu professionista dal 1978 al 1988, conta tre vittorie da professionista e dieci partecipazioni consecutive al Giro d'Italia, tutte portate a termine.

## Carriera
Il successo più importante della carriera fu il Giro di Puglia del 1983, nel quale si aggiudicò anche una tappa; 5 anni prima vinse il Giro della Toscana; ebbe anche piazzamenti di prestigio, fra i quali il secondo posto al Trofeo Laigueglia 1982 ed il terzo al Giro di Campania 1983. Dopo esser sceso dalla bici da corsa si dedicò alla mountain bike arrivando: settimo al mondiale in Colorado nel 1990, secondo al campionato europeo del 1991 e vincitore di tre titoli Italiani.

## Palmarès
- 1977 (dilettanti)

Circuito del Porto-Trofeo Internazionale Arvedi
- 1978 (Intercontinentale, una vittoria)

Giro di Toscana
- 1983 (Atala, due vittorie)

3ª tappa Giro di Puglia (Lucera > Vieste)
Classifica generale Giro di Puglia

## Piazzamenti

### Grandi giri
- Giro d'Italia

1979: 98º
1980: 68º
1981: 85º
1982: 93º
1983: 102º
1984: 96º
1985: 95º
1986: 87º
1987: 75º
1988: 96º

### Classiche monumento
- Milano-Sanremo

1979: 95º
1981: 75º
1985: 71º
1987: 103º
1988: 62º
- Giro delle Fiandre

1988: 64º